# Антоний (Аврамиотис)
Митрополи́т Анто́ний (греч. Μητροπολίτης Αντώνιος в миру Диони́сиос Аврамио́тис греч. Διονύσιος Αβραμιώτης; род. 1957, Керкира) — епископ Элладской православной церкви, митрополит Глифадский (с 2019).

## Биография
Получив среднее образование в Афинах, он учился в первой Афинской высшей школе экономики[уточнить]. Затем учился на экономическом факультете и богословском институте Афинского университета.
Был пострижен в монашество в монастыре Святых небесный сил бесплотных в Петраки под руководством[уточнить] тогдашнего профессора Христофороса Пападопулоса. В 1979 году епископом Диавлейским Алексием был хиротонисан во диакона, в 1981 году митрополитом Никопольским Мелетием (Каламаросом) — в сан пресвитера. Проходил своё служение в качестве проповедника в Никопольской и Превезской митрополии и в качестве священника в Афинской архиепископии.
8 марта 2012 года решением Священного синода избран титулярным епископом Салонским, викарием Афинской архиепископии. 10 марта 2012 года в храме святого Дионисия Ареопагита состоялась его архиерейская хиротония, которую совершили: Архиепископ Афинский Иероним II, митрополит Монемвасийский и Спартский Евстафий (Спилиотис), митрополит Элассонский Василий (Колокас), митрополит Нигирийский Александр (Яннирис) (Александрийский патриархат), митрополит Перейский Серафим (Мендзелопулос), митрополит Сирский Дорофей (Стекас), митрополит Глифадский Павел (Цаусоглу), митрополит Неврокопийский и Зихнийский Иерофей (Цолиакос), митрополит Сервийский и Козанский Павел (Папалексиу), митрополит Непольский и Ставропольский Варнава (Тирис), митрополит Коринфский Дионисий (Мандалос), митрополит Левкадский Феофил (Манолатос), митрополит Илийский Афинагор (Дикеакос) и епископ Фермопильский Иоанн (Сакеллариу).
20 марта 2019 года был избран митрополитом Глифадским.